# باربارا براونینگ
باربارا براونینگ (انگلیسی: Barbara Browning؛ زادهٔ ۷ دسامبر ۱۹۶۱) استاد، رمان‌نویس، هنرهای نمایشی اهل ایالات متحده آمریکا است.
وی همچنین برندهٔ جوایزی همچون جایزه ادبی لامدا و برنامه فولبرایت شده‌است.